# Powiat jarociński
Powiat jarociński – powiat w Polsce (województwo wielkopolskie), utworzony w 1999 roku w ramach reformy administracyjnej. Jego siedzibą jest miasto Jarocin.
W skład powiatu wchodzą:
- gminy miejsko-wiejskie: Jaraczewo, Jarocin, Żerków
- gminy wiejskie: Kotlin
- miasta: Jaraczewo, Jarocin, Żerków

Według danych z 31 grudnia 2019 roku powiat zamieszkiwały 71 563 osoby. Natomiast według danych z 30 czerwca 2020 roku powiat zamieszkiwało 71 507 osób.

## Demografia

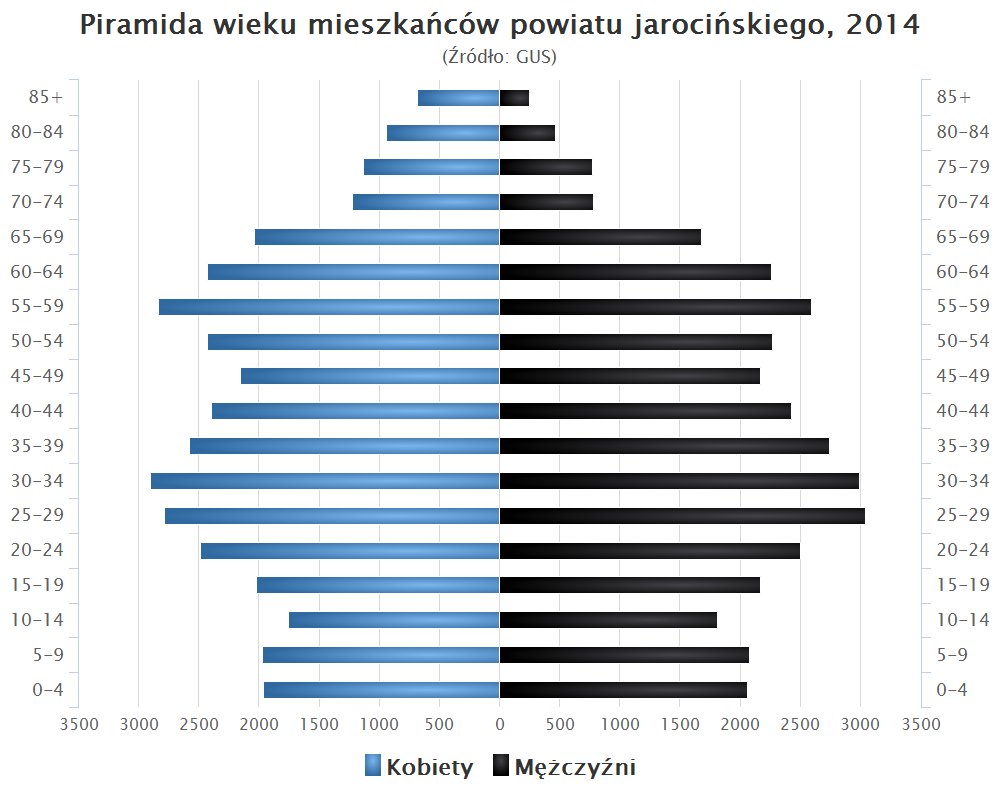
Piramida wieku mieszkańców powiatu jarocińskiego w 2014 roku

Liczba ludności (dane z 30 czerwca 2005):
|        | Ogółem | Ogółem | Kobiety | Kobiety | Mężczyźni | Mężczyźni |
| osób   | %      | osób   | %       | osób    | %         |           |
| ------ | ------ | ------ | ------- | ------- | --------- | --------- |
| Ogółem | 70 314 | 100    | 36 090  | 51,33   | 34 224    | 48,67     |
| Miasto | 27 874 | 39,64  | 14 524  | 20,66   | 13 350    | 18,99     |
| Wieś   | 42 440 | 60,36  | 21 566  | 30,67   | 20 874    | 29,69     |

▶Wieś vs ▶miasto
Ogółem (▶k, ▶m)
Miasto (▶k, ▶m)
Wieś (▶k, ▶m)

## Gospodarka
W końcu września 2019 liczba zarejestrowanych bezrobotnych w powiecie jarocińskim obejmowała ok. 1 tys. mieszkańców, co stanowi stopę bezrobocia na poziomie 3,6% do aktywnych zawodowo.

## Sąsiednie powiaty
- gostyński
- śremski
- średzki
- wrzesiński
- pleszewski
- krotoszyński